# 8. rozdanie nagród Złotych Malin
Złote Maliny przyznane za rok 1987
| Kategoria                      | Dla                                                                                      | Za                                                                  |
| ------------------------------ | ---------------------------------------------------------------------------------------- | ------------------------------------------------------------------- |
| Najgorszy film                 | Bill Cosby                                                                               | Leonard, część 6                                                    |
| Najgorszy film                 | Warren Beatty                                                                            | Ishtar                                                              |
| Najgorszy film                 | Joseph Sargent                                                                           | Szczęki 4: Zemsta                                                   |
| Najgorszy film                 | Menahem Golan, Joram Globus                                                              | Twardziele nie płaczą                                               |
| Najgorszy film                 | Rosilyn Heller, Bernard Williams                                                         | Kim jest ta dziewczyna?                                             |
| Najgorszy aktor                | Bill Cosby                                                                               | Leonard, część 6                                                    |
| Najgorszy aktor                | Judd Nelson                                                                              | Strzał z biodra                                                     |
| Najgorszy aktor                | „Rekin Bruce"                                                                            | Szczęki 4: Zemsta                                                   |
| Najgorszy aktor                | Sylvester Stallone                                                                       | Więcej niż wszystko                                                 |
| Najgorszy aktor                | Ryan O’Neal                                                                              | Twardziele nie tańczą                                               |
| Najgorsza aktorka              | Madonna                                                                                  | Kim jest ta dziewczyna?                                             |
| Najgorsza aktorka              | Sharon Stone                                                                             | Allan Quatermain i zaginione miasto złota                           |
| Najgorsza aktorka              | Lorraine Gary                                                                            | Szczęki 4: Zemsta                                                   |
| Najgorsza aktorka              | Sondra Locke                                                                             | Ratboy                                                              |
| Najgorsza aktorka              | Debra Sandlund                                                                           | Twardziele nie tańczą                                               |
| Najgorszy aktor drugoplanowy   | David Mendenhall                                                                         | Więcej niż wszystko                                                 |
| Najgorszy aktor drugoplanowy   | Michael Caine                                                                            | Szczęki 4: Zemsta                                                   |
| Najgorszy aktor drugoplanowy   | Billy Barty                                                                              | Władcy wszechświata                                                 |
| Najgorszy aktor drugoplanowy   | Tom Bosley                                                                               | Million Dollar Mystery                                              |
| Najgorszy aktor drugoplanowy   | Mack Dryden, Jamie Alcroft                                                               | Million Dollar Mystery                                              |
| Najgorsza aktorka drugoplanowa | Daryl Hannah                                                                             | Wall Street                                                         |
| Najgorsza aktorka drugoplanowa | Gloria Foster                                                                            | Leonard, część 6                                                    |
| Najgorsza aktorka drugoplanowa | Grace Jones                                                                              | Sjesta                                                              |
| Najgorsza aktorka drugoplanowa | Isabella Rossellini                                                                      | Sjesta Twardziele nie tańczą                                        |
| Najgorsza aktorka drugoplanowa | Mariel Hemingway                                                                         | Superman IV                                                         |
| Najgorsza reżyseria            | Norman Mailer                                                                            | Twardziele nie tańczą                                               |
| Najgorsza reżyseria            | Elaine May                                                                               | Isthar                                                              |
| Najgorsza reżyseria            | Joseph Sargent                                                                           | Szczęki 4: Zemsta                                                   |
| Najgorsza reżyseria            | Paul Weiland                                                                             | Leonard, część 6                                                    |
| Najgorsza reżyseria            | James Foley                                                                              | Kim jest ta dziewczyna?                                             |
| Najgorszy scenariusz           | Jonathan Reynolds, Bill Cosby                                                            | Leonard, część 6                                                    |
| Najgorszy scenariusz           | Elaine May                                                                               | Isthar                                                              |
| Najgorszy scenariusz           | Michael De Guzman                                                                        | Szczęki 4: Zemsta                                                   |
| Najgorszy scenariusz           | Norman Mailer                                                                            | Twardziele nie tańczą                                               |
| Najgorszy scenariusz           | Andrew Smith, Ken Finkleman                                                              | Kim jest ta dziewczyna?                                             |
| Najgorszy debiut aktorski      | David Mendenhall                                                                         | Więcej niż wszystko                                                 |
| Najgorszy debiut aktorski      | David Paul, Peter Paul                                                                   | Barbarzyńcy                                                         |
| Najgorszy debiut aktorski      | Jim Varney                                                                               | Ernest jedzie na biwak                                              |
| Najgorszy debiut aktorski      | Ali Gator, Greaser Greg, Nat Nerd, Foul Phil, Messy Tessie, Valerie Vomit, Windy Winston | The Garbage Pail Kids Movie                                         |
| Najgorszy debiut aktorski      | Debra Sandlund                                                                           | Twardziele nie tańczą                                               |
| Najgorsza piosenka             | George Michael                                                                           | „I Want Your Sex” z filmu Gliniarz z Beverly Hills II               |
| Najgorsza piosenka             | Michael Lloyd                                                                            | „You Can Be a Garbage Pail Kid” z filmu The Garbage Pail Kids Movie |
| Najgorsza piosenka             | Barry Mann, John Lewis Parker                                                            | „Million Dollar Mystery” z filmu Million Dollar Mystery             |
| Najgorsza piosenka             | Brian Wilson, Eugene E. Landy, Gary Usher                                                | „Let’s Go to Heaven in My Car” z filmu Akademia policyjna 4         |
| Najgorsza piosenka             | Coati Mundi                                                                              | „El Coco Loco (So, So Bad)” z filmu Kim jest ta dziewczyna?         |
| Najgorsze efekty specjalne     | Henry Millar                                                                             | Szczęki 4: Zemsta                                                   |
| Najgorsze efekty specjalne     | John Carl Buechler, Mechanical Make-Up Imageries, Inc.                                   | The Garbage Pail Kids Movie                                         |
| Najgorsze efekty specjalne     | Harrison Ellenshaw, John Evans                                                           | Superman IV                                                         |